# Корпанюк Микола Павлович
Микола Павлович Корпанюк (5 березня 1950, с. Вербовець Косівського району Івано-Франківської області — 25 липня 2022) — український літературознавець, педагог. Доктор філологічних наук. Професор кафедри української і зарубіжної літератури Університету Григорія Сковороди в Переяславі.

## Життєпис
У 1981 році закінчив українське відділення філологічного факультету Київського держуніверситету ім. Тараса Шевченка.
У 1988 р. захистив кандидатську дисертацію «М. О. Максимович — дослідник давньої української літератури», а в 1997 — докторську за темою «Розвиток українського крайового (монастирсько-церковного) літописання XVI—XVIII ст.: тематика, проблематика, стилі» (обидві в Інституті літератури ім. Т. Г. Шевченка НАН України). Представник медієвістичної школи професора, члена-кореспондента НАНУ Олекси Мишанича.
З 1984 року працював у системі вищої освіти, де пройшов шлях від лаборанта до професора, працюючи в Миколаївському педінституті ім. В. Бєлінського до 1988 р., у Переяслав-Хмельницькому педуніверситеті з 1988 р. Окрім того викладав історію давньої національної літератури в університеті «Україна», Національному педуніверситеті ім. М. П. Драгоманова.

## Громадська діяльність
Із 2006 року очолював науково-навчальний Центр Сковородинознавства педуніверситету, був організатором Сковородинівських читань. Член ВУТ «Просвіта» ім. Т. Шевченка, голова Переяслав-Хмельницької міськрайонної організації ВУТ «Просвіта» ім. Т. Шевченка у 1989—1999 рр. Член Народного руху України у 1997—2007 рр.

## Наукова діяльність
Член редколегії наукових збірників Миколаївського, Переяслав-Хмельницького педагогічних університетів.
Співавтор 12-томної академічної «Історії української літератури». Член спеціалізованих рад із захисту кандидатських і докторських дисертацій НПУ ім. М. П. Драгоманова, Черкаського НУ ім. Б. Хмельницького.
Автор понад 150 наукових і 40 публіцистичних публікацій, серед яких: «Історія національного письменства Х- XVIII сторіч: методичні матеріали» (Переяслав-Хмельницький, 1992); «Ніжинський літопис» (Львів, 1996); «Дзвін предківської слави: „Слово про Ігорів похід“ в опрацюванні М. Максимовича» (монографія) (Київ, 2003); «Слово і дух України княжої та України козацької: М. Максимович — дослідник давньої української літератури» (Черкаси, 2004); «Перунова звитяга нації» (Переяслав-Хмельницький, 2012).
Автор монографії «Слово. Хрест. Шабля: Українське монастирсько-церковне, світське крайове літописання XVI—XVIII ст., компіляції козацького літописання XVIII ст. як історико-літературне явище» (Київ, 2005), яка стала першим науковим літературознавчим дослідженням великого пласта національної культури, створеної давньою українською, польською, латинською, російською мовами.

## Нагороди
- Відмінник народної освіти України
- Грамота Президії Верховної Ради України
- Медалі «За воїнську доблесть», ім. Г.Сковороди, ім. М. Сікорського, 30 років університету Переяслава-Хмельницького ДПУ ім. Г. Сковороди, «10 років Незалежності України»
- Почесний Хрест «За заслуги перед українським народом» Народного Руху України 2 ступеню
- Грамоти МОНу, університету, міськради, облради, облдержадміністрації.